# Осада Грауденца
Осада Грауденца — осада прусской крепости Грауденц французскими войсками во время Наполеоновских войн в период с 22 января по 11 декабря 1807 года.

## Ход событий
Во время войны Четвертой коалиции (в кампанию 1806—1807 гг.) передовые французские части 17 января 1807 года подошли к крепости Грауденц в Западной Пруссии, но вскоре отошли, получив известие о приближении прусского корпуса Лестока. Однако, 11 февраля французы вернулись и вновь осадили крепость.
После капитуляции Данцига, 28 мая, под Грауденц прибыли значительные французские подкрепления, под начальством генерала Виктора (будущего маршала). Французы начали бомбардировку крепости из полевых гаубиц, а также траншейные работы, на что мужественный прусский комендант, генерал Вильгельм де Курбиер, француз по происхождению, отвечал артиллерийским огнем и вылазками; одной из таких вылазок в ночь на 17 июня был разрушена часть неприятельских батарей.
После падения Кёнигсберга и поражения русской армии под Фридландом, сменивший Виктора Руйе, извещая об этом гарнизон крепости, 20 июня потребовал её сдачи. Курбиер ответил решительным отказом. Осада продолжалась до 30 июня, когда было заключен в Тильзитский мир.
Французы сняли осаду после того, как были определены границы между Пруссией и новым Варшавским герцогством. Грауденц остался прусским владением до окончания Первой мировой войны.
Крепость Грауденц стала единственной прусской крепостью, которая к этому времени ещё не сдалась французам. За доблестную оборону Грауденца генерал Курбиер был произведён в фельдмаршалы.